# Белица (Тверская область)
 Белица  — деревня в Западнодвинском муниципальном округе Тверской области.

## География
Находится в юго-западной части Тверской области на расстоянии приблизительно 5 км по прямой на север-северо-восток по прямой от железнодорожной станции в поселке Старая Торопа на левом берегу реки Торопа.

## История
Деревня уже была отмечена на карте Шуберта западной части России (1826—1840 года). В 1877 году здесь (деревня Торопецкого уезда Псковской губернии был учтен 1 двор, в 1927 — 32. До 2020 года входила в состав ныне упразднённого Староторопского сельского поселения.

## Население
Численность населения: 5 человек (1877 год), 38 (русские 92 %) в 2002 году, 8 в 2010.